# Вибо Валенција (округ)
Округ Вибо Валенција (итал. Provincia di Vibo Valentia) је округ у оквиру покрајине Калабрија у јужном Италији. Седиште округа покрајине и највеће градско насеље је истоимени град Вибо Валенција.
Површина округа је 1.139 км², а број становника 270.628 (2008. године).

## Природне одлике
Округ Вибо Валенција чини западни део историјске области Калабрија. Он се налази у јужном делу државе, са изласком на Тиренско море на западу. У источном делу округа налази се крајње јужни део планинског ланца Апенина. Средишње подручје је брежуљкасто-брдског карактера.

## Становништво
По последњим проценама из 2008. године у округу Вибо Валенција живи преко 270.000 становника. Густина насељености је велика, близу 150 ст/км². Приморски делови округа су боље насељени, нарочито око града Вибо Валенције. Планински део на истоку је ређе насељен и слабије развијен.
Поред претежног италијанског становништва у округу живе и омањи број досељеника из свих делова света.

## Општине и насеља
У округу Вибо Валенција постоји 50 општина (итал. Comuni).
Најважније градско насеље и седиште округа је град Вибо Валенција (51.000 ст.) у средишњем делу округа.